# Moulins-le-Carbonnel
Moulins-le-Carbonnel ist eine französische Gemeinde mit 697 Einwohnern (Stand: 1. Januar 2022) im Département Sarthe in der Region Pays de la Loire; sie gehört zum Arrondissement Mamers und zum Kanton Sillé-le-Guillaume. Die Einwohner werden Moulinois genannt.

## Geographie
Moulins-le-Carbonnel liegt etwa 41 Kilometer nordnordwestlich von Le Mans an der Grenze zum Département Orne. Die Sarthe begrenzt die Gemeinde im Norden. Umgeben wird Moulins-le-Carbonnel von den Nachbargemeinden Saint-Céneri-le-Gérei im Norden und Nordwesten, Mieuxcé im Norden und Nordosten, Héloup im Nordosten, Gesnes-le-Gandelin im Osten und Südosten, Assé-le-Boisne im Süden sowie Saint-Léonard-des-Bois im Westen und Südwesten. Sie gehört zum Regionalen Naturpark Normandie-Maine.

## Weblinks

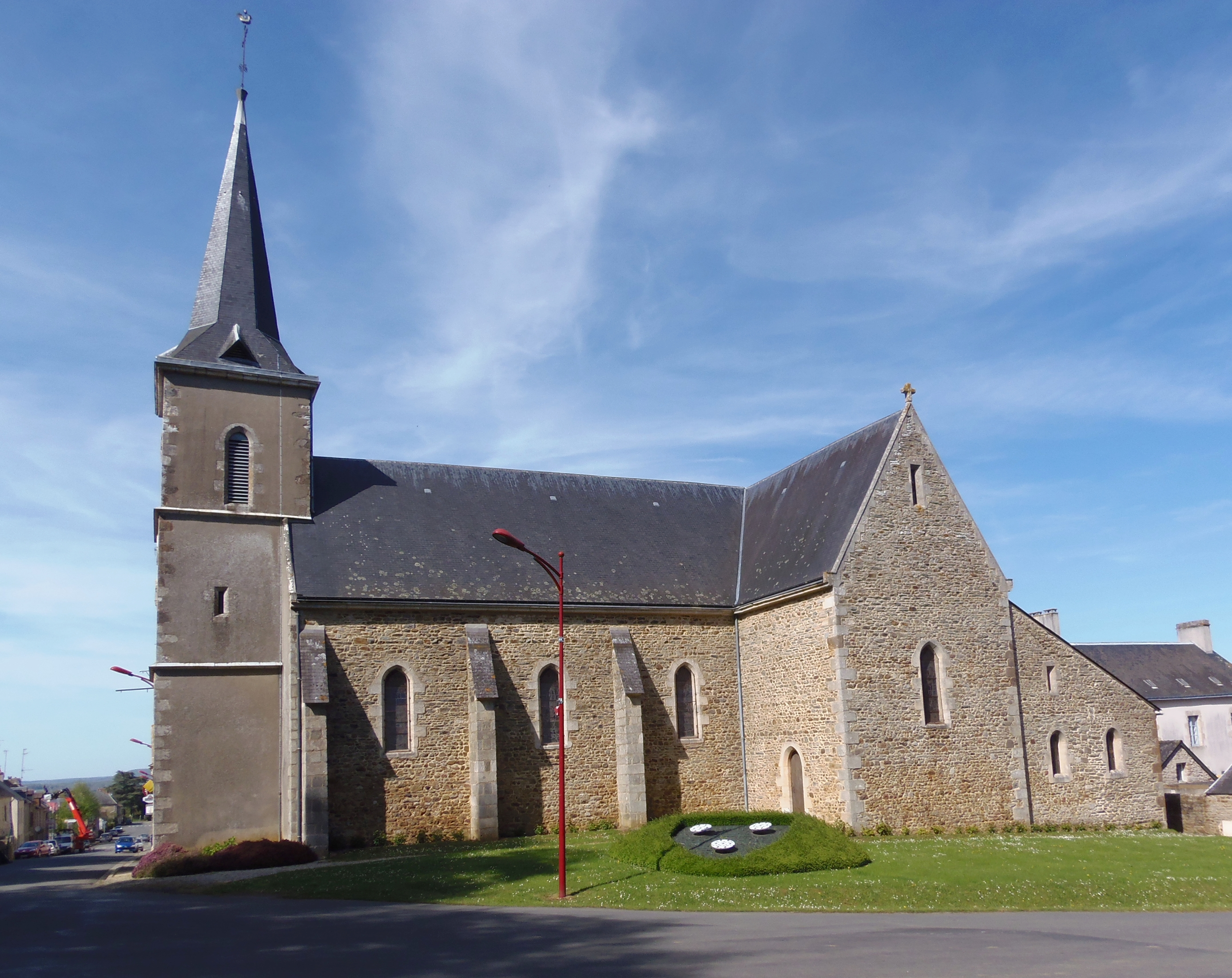
Kirche St. Symphorianus

## Bevölkerungsentwicklung
| 1962                       | 1968 | 1975 | 1982 | 1990 | 1999 | 2006 | 2012 | 2018 |
| -------------------------- | ---- | ---- | ---- | ---- | ---- | ---- | ---- | ---- |
| 563                        | 548  | 549  | 640  | 681  | 666  | 722  | 715  | 700  |
| Quellen: Cassini und INSEE |      |      |      |      |      |      |      |      |